# Шепаровцы
Шепаровцы (укр. Шепарівці) — село в Коломыйской общине Коломыйского района Ивано-Франковской области Украины.
Население по переписи 2001 года составляло 1536 человек. Занимает площадь 9,685 км². Почтовый индекс — 78249. Телефонный код — 03433.